# Мирамон-де-Комменж
Мирамо́н-де-Комме́нж (фр. Miramont-de-Comminges, окс. Miramont de Comenge) — коммуна во Франции, находится в регионе Юг — Пиренеи. Департамент — Верхняя Гаронна. Входит в состав кантона Сен-Годенс. Округ коммуны — Сен-Годенс.
Код INSEE коммуны — 31344.

## География
Коммуна расположена приблизительно в 660 км к югу от Парижа, в 80 км к юго-западу от Тулузы.
На севере коммуны протекает река Гаронна и проходит канал Жентиль.

## Климат
Климат умеренно-океанический. Зима мягкая и снежная, весна характеризуется сильными дождями и грозами, лето сухое и жаркое, осень солнечная. Преобладают сильные юго-восточные и северо-западные ветры.

## Население
Население коммуны на 2010 год составляло 793 человека.
| 1962 | 1968 | 1975 | 1982 | 1990 | 1999 | 2010 |
| ---- | ---- | ---- | ---- | ---- | ---- | ---- |
| 1029 | 1093 | 1123 | 1008 | 922  | 785  | 793  |

## Администрация
| Период | Период | Фамилия       | Партия | Примечания |
| ------ | ------ | ------------- | ------ | ---------- |
| 2004   | 2014   | Франсуа Пашко |        |            |
| 2014   | 2020   | Лор Виньо     |        |            |

## Экономика
В 2010 году среди 471 человека трудоспособного возраста (15—64 лет) 322 были экономически активными, 149 — неактивными (показатель активности — 68,4 %, в 1999 году было 61,5 %). Из 322 активных жителей работали 269 человек (149 мужчин и 120 женщин), безработных было 53 (19 мужчин и 34 женщины). Среди 149 неактивных 30 человек были учениками или студентами, 63 — пенсионерами, 56 были неактивными по другим причинам.

## Достопримечательности
- Церковь Св. Мартина
- Железный крест на кладбище. Исторический памятник с 2010 года[4]

## Фотогалерея

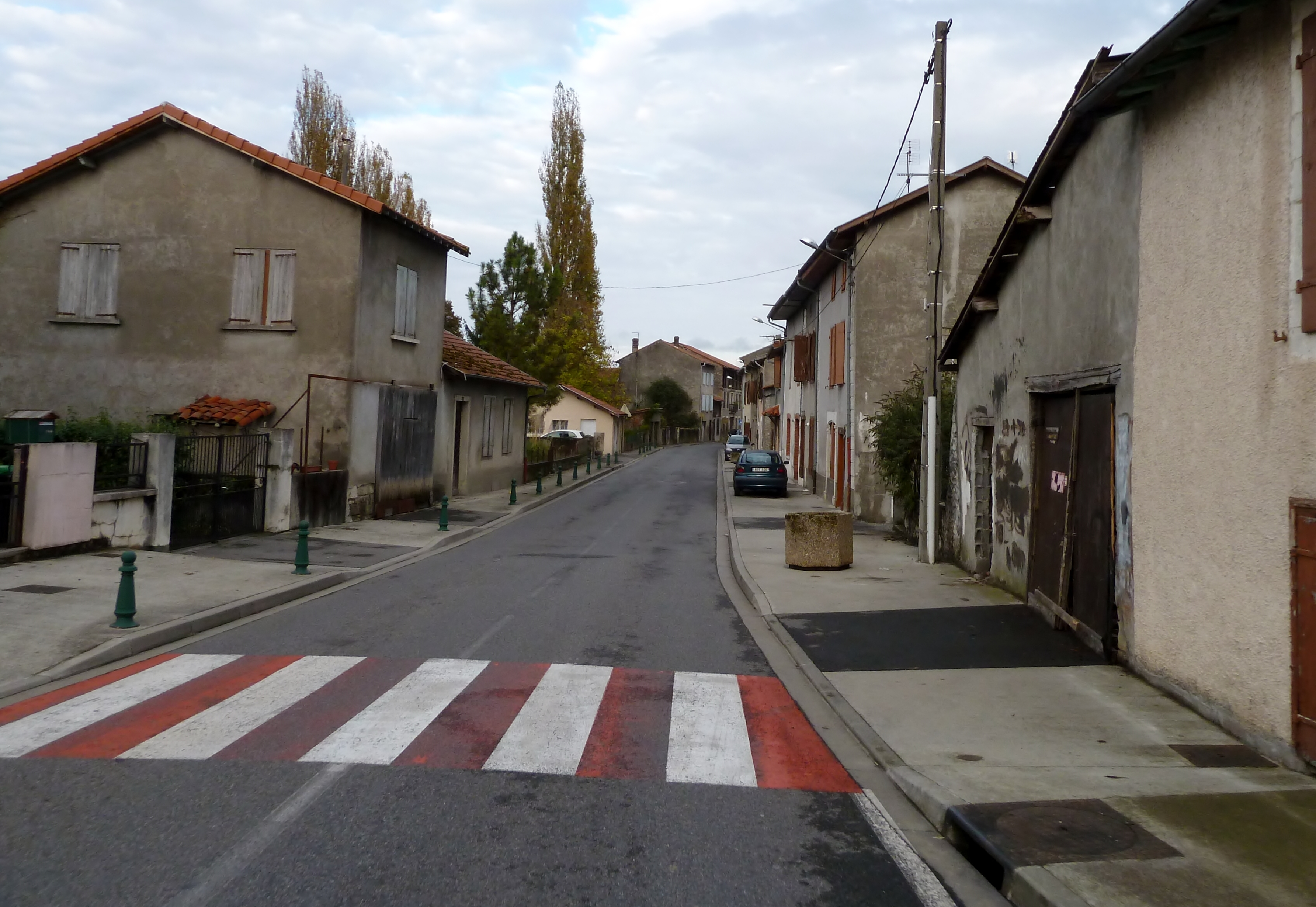
Мирамон-де-Комменж
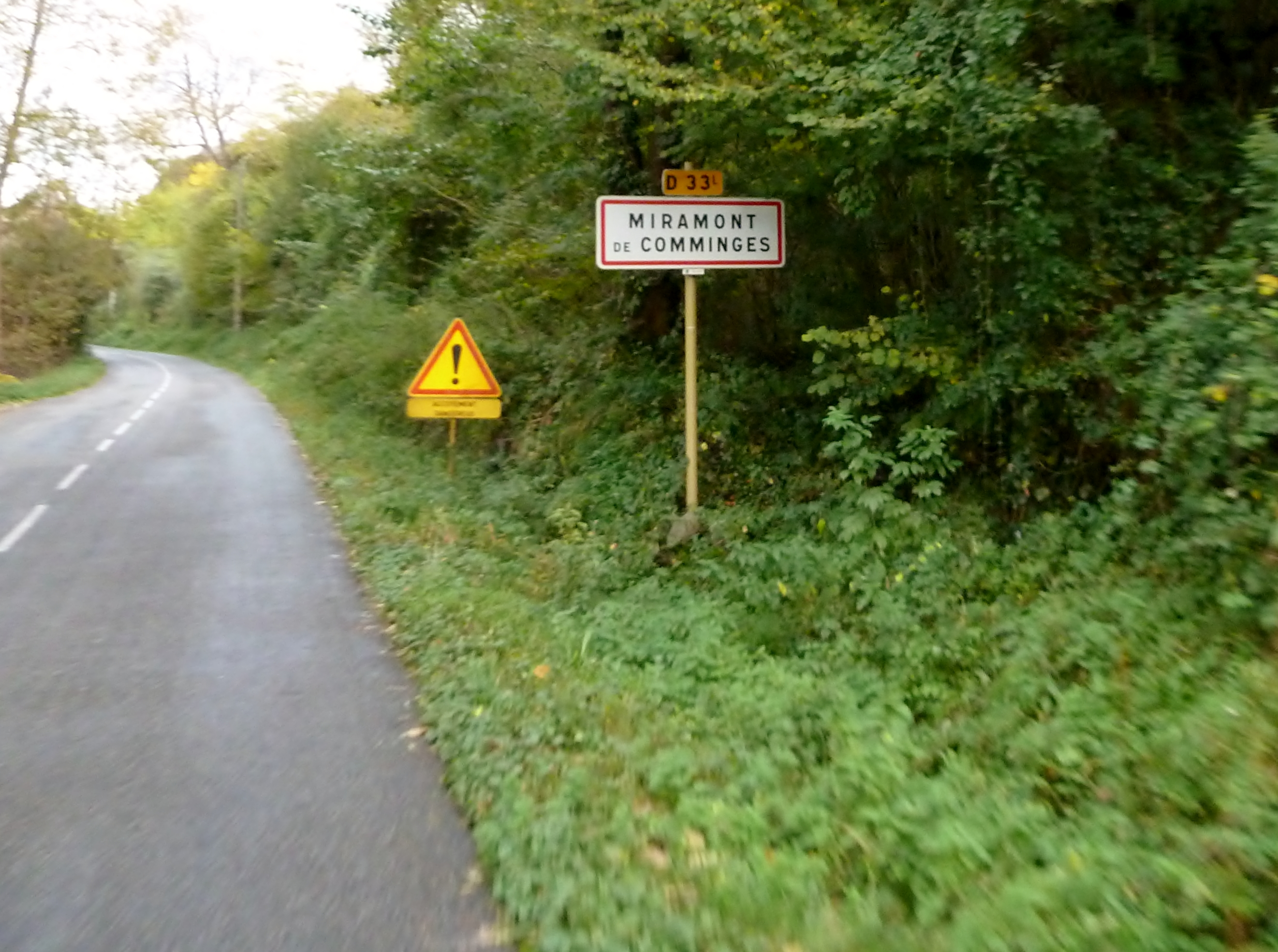
Въезд в Мирамон-де-Комменж
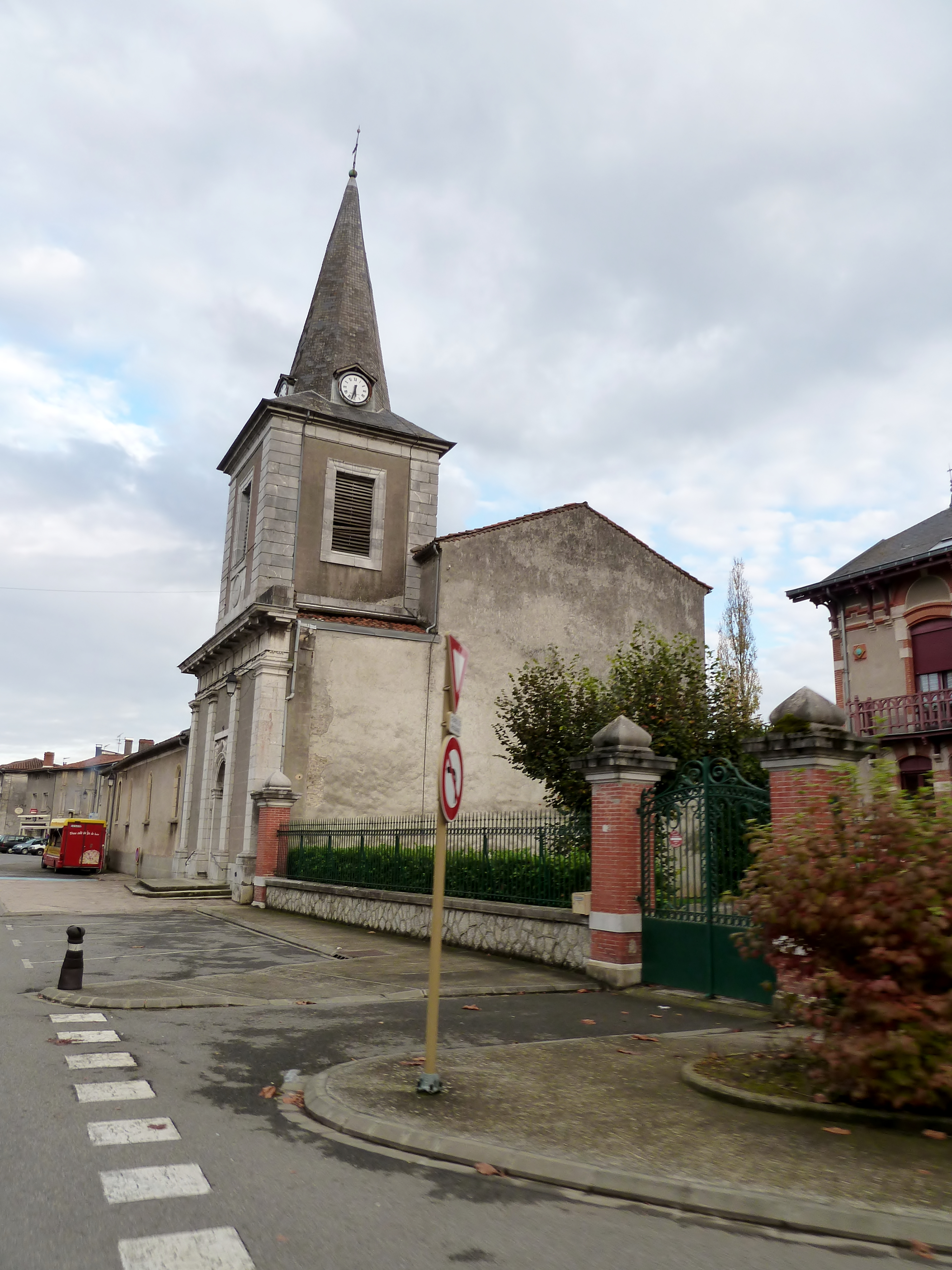
Церковь Св. Мартина
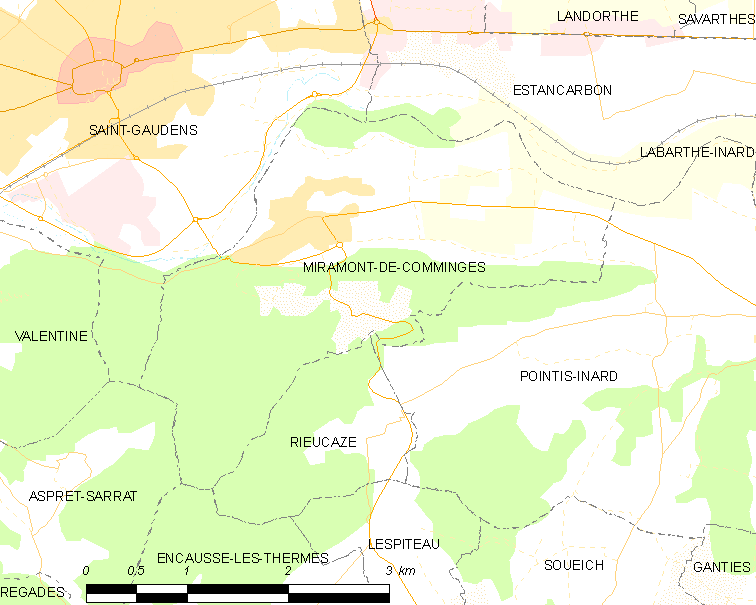
Карта коммуны